# Roc de Burt
El Roc de Burt és una muntanya de 1.163 metres que es troba al municipi del Pont de Bar, a la comarca catalana de l'Alt Urgell.